# Letra de crédito imobiliário
A Letra de Crédito Imobiliário (LCI) é um investimento de renda fixa lastreado em uma carteira de empréstimos relacionados ao setor imobiliário. Por ela, instituições financeiras concedem empréstimos a pessoas físicas e jurídicas que pleiteiam construir, adquirir imóveis ou fazer uma reforma de imóvel.
Foi criada pela Lei nº 10.931/2004 e regulamentada por normas do Conselho Monetário Nacional e do Banco Central do Brasil,
A LCI pode ser pré-fixada ou pós-fixada, sendo, neste último caso, muito comum o atrelamento à Taxa DI.
A grande vantagem das Letras de Crédito Imobiliário está na isenção de Imposto de Renda e IOF. Por outro lado, a grande desvantagem das LCIs está em sua liquidez, pois esses títulos, em regra, não podem ser resgatadas antes de seus vencimentos.

## Risco
Baixo, pelo fato de um dos poucos perigos da LCI ser a instituição emissora ter um problema de liquidez, o que é amenizado pelo Fundo Garantidor de Créditos, que cobre o investimento (até R$ 250.000 por CPF).